# Ciudad de derechos humanos

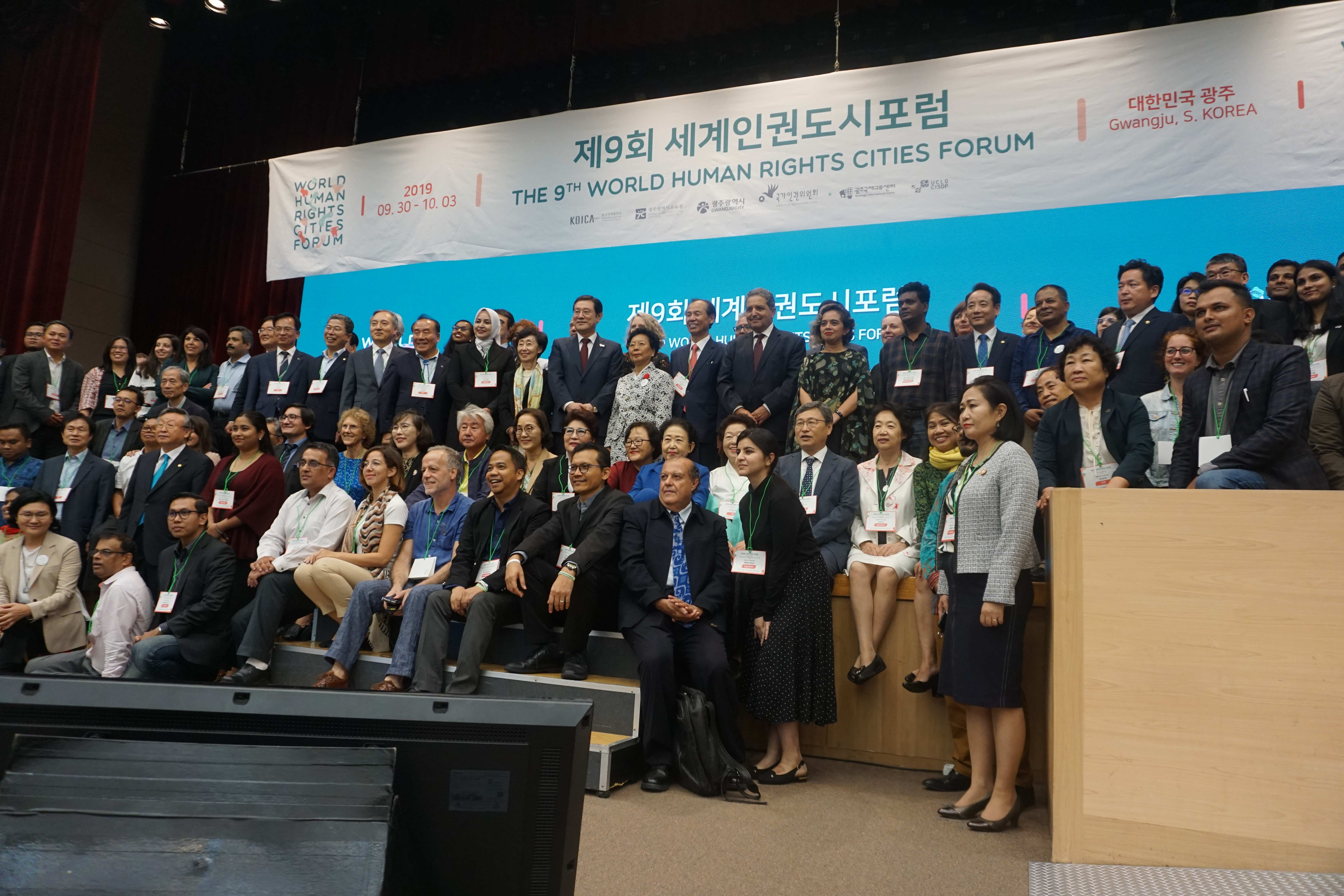
El Foro Mundial de las Ciudades de Derechos Humanos (WHRCF por sus siglas en inglés) se ha convertido en un punto de encuentro central para el movimiento de las ciudades de derechos humanos desde su primera edición en 2011.

La ciudad de derechos humanos es una visión política que busca favorecer la promoción de los derechos humanos en las ciudades y los territorios urbanos de todo el mundo. Esta visión ha sido adoptada, desde el surgimiento del concepto a finales de los años noventa, por decenas de gobiernos locales en todo el mundo - el principal nivel de gobierno al que interpela - dando pie a un desarrollo político extenso y diverso del concepto. Al mismo tiempo, el concepto de ciudad de derechos humanos también ha sido defendido por actores locales de la sociedad civil y defensores de los derechos humanos, quienes lo identifican, igual que el derecho a la ciudad, como oportunidad para reforzar los derechos humanos.

## Trayectoria
La noción de ciudad de derechos humanos surge a finales de los años noventa con la adopción de la primera declaración de ciudad de derechos humanos por parte de Rosario (Argentina) en 1997. El Movimiento popular por la educación en favor de los derechos humanos también jugó por aquel entonces un papel fundamental en la promoción del concepto, considerándolo una oportunidad estratégica para la promoción de los derechos humanos.
En 1998, Barcelona acoge la Conferencia “Ciudades por los Derechos Humanos”. Este evento, al cual asistieron cientos de líderes locales europeos, acabara dando pie al proceso de adopción de la Carta Europea de Salvaguarda de los Derechos Humanos en la Ciudad. (Saint Denis, 2001). La Carta fue adoptada con el tiempo por más de 350 gobiernos locales europeos, siendo considerada uno de los principales referentes para la noción actual de ciudad de derechos humanos.
La primera década de los 2000 dio pie a nuevos compromisos locales e internacionales en favor del concepto de ciudad de derechos humanos, de los cuales destaca la Carta de la Ciudad de México por el Derecho a la Ciudad. Ambos conceptos – el del derecho a la ciudad y el de la ciudad de derechos humanos – serían desarrollados muchas veces en paralelo en los próximos años. En América del Norte se dieron también progresos importantes, incluyendo la adopción de la Carta de Derechos y Responsabilidades de Montreal (2006) o la puesta en marcha de comisiones de derechos humanos en grandes ciudades de Estados Unidos como Nueva York. o Seattle.
El Foro Mundial de las Ciudades por los Derechos Humanos (WHRCF) de Gwangju. ha sido un espacio fundamental para el avance de las ciudades de derechos humanos en el mundo. Celebrado anualmente desde 2011, acoge representantes locales, de redes de ciudades y activistas para impulsar el trabajo en red sobre derechos humanos. El Foro produjo unos Principios Rectores sobre Ciudades de Derechos Humanos.
Otro actor relevante en este proceso ha sido la Comisión de Inclusión Social, Democracia Participativa y Derechos Humanos de CGLU. En 2011, la Comisión promovió la adopción por parte de la Organización Mundial de los gobiernos locales de la Carta-Agenda Mundial de Derechos Humanos en la Ciudad: primera visión global producida por gobiernos locales sobre derechos humanos. La Comisión también ha desempeñado un papel importante en el avance del proceso de reconocimiento del papel de los gobiernos locales en la promoción y protección de los derechos humanos por parte de las Naciones Unidas y del Consejo de Derechos Humanos.

## Principios rectores de una ciudad de derechos humanos
Los Principios Rectores de Gwangju sobre una Ciudad de Derechos Humanos. reconocen varias características, entre las cuales destacan: “una comunidad urbana que aplica el enfoque basado en los derechos humanos a la gobernanza urbana”; “un proceso abierto y participativo que involucra a todos los actores relevantes en el proceso de toma de decisiones y de implementación”; “un marco para cultivar una ciudad inclusiva y equitativa” y “una responsabilidad específica para aplicar un enfoque basado en los derechos humanos a la gobernanza municipal”.
En efecto, la ciudad de derechos humanos implica sobre todo un compromiso firme de parte de un gobierno local para adoptar una agenda específica sobre derechos humanos. Esto puede derivar en actuaciones más sectoriales, como la promoción de campañas de sensibilización o la puesta en marcha de políticas públicas en temas específicos; o bien en una auténtica transversalización de los derechos humanos en toda la acción municipal. En este último caso, el movimiento de las ciudades de derechos humanos produjo numerosos ejemplos prácticos sobre cómo desarrollar el enfoque basado en los derechos humanos en las políticas locales.

## Gobiernos locales y derecho internacional de derechos humanos
El derecho internacional de derechos humanos se fundamenta en las responsabilidades contraídas por los Estados miembros de Naciones Unidas al ratificar tratados internacionales de derechos humanos. Los gobiernos de estos estados asumen, con esta ratificación, las responsabilidades de respetar, proteger y garantizar los derechos humanos de sus poblaciones. La legislación reciente de Naciones Unidas, producida sobre todo por el Consejo de Derechos Humanos a partir de 2015, ha reconocido formalmente como estas obligaciones competen a todos los actores gubernamentales como parte integrante de un estado.
Si bien este proceso ha abordado la responsabilidad de todos los niveles de gobierno de no vulnerar derechos humanos ratificados, se ha centrado especialmente es en reconocer la contribución positiva y muchas veces proactiva de los gobiernos locales integrantes del movimiento de las ciudades por los derechos humanos. Efectivamente, varios informes del Consejo y de la Oficina de la Alta Comisionada para los Derechos Humanos destacaron la capacidad de innovación política de estos actores, así como su relevancia para no dejar a nadie ni a ningún territorio atrás (en la línea de la visión defendida por la Agenda 2030). Entre estos documentos destacan el Informe A/HRC/30/49. (2015), la Resolución A/HRC/RES/33/8 (2016) y el Informe A/HRC/42/22 (2019).